# Bard (Loire)
Bard é uma comuna francesa na região administrativa de Auvérnia-Ródano-Alpes, no departamento de Loire. Estende-se por uma área de 13,78 km². Em 2010 a comuna tinha 692 habitantes (densidade: 50,2 hab./km²).